# Cimetière marin de Saint-Paul
Le cimetière marin de Saint-Paul est un cimetière marin construit, en 1788, au bord de l'océan Indien dans la baie de Saint-Paul, la baie qui abrite le centre-ville de la commune française de Saint-Paul, à La Réunion. Il est inscrit en totalité à l'inventaire supplémentaire des Monuments historiques depuis le 26 janvier 2012.
Ce cimetière doit son intérêt à son caractère hautement pittoresque , ses allées de palmiers et frangipaniers et ses parterres de crotons. Surplombant une plage de sable noir, il serait la dernière demeure de nombreux pirates. Parmi eux, on trouve le célèbre Olivier Levasseur, dont on cherche toujours le trésor, dit trésor de La Buse.
Conformément à un souhait exprimé dans ses poèmes Le Manchy et Si l'Aurore, le poète parnassien Leconte de Lisle y est également enterré depuis 1977 et le transfert de sa dépouille depuis le cimetière du Montparnasse, à Paris. On y trouve également la tombe du poète Eugène Dayot et du peintre Arthur Grimaud.

## Personnalités enterrées dans le cimetière

### Actuellement
- Paul Bénard, homme politique (1924-1987).
- La Buse, pirate (1689-1730)[4].
- Eugène Dayot, poète et écrivain (1810-1852).
- Arthur Grimaud, peintre (1784-1869).
- Leconte de Lisle, poète (1818-1894).
- Jean Milhet-Fontarabie, médecin et homme politique (1828-1890).
- Henri Paulin Panon Desbassayns, planteur (1732-1800).
- Naufragés du Ker-Anna (1894).

| - Tombe de Leconte de Lisle au cimetière marin de Saint-Paul - Tombe d'Eugène Dayot au cimetière marin de Saint-Paul |

### Autrefois
- Ombline Desbassayns, propriétaire terrienne (1755-1846), transférée depuis à la chapelle Pointue.